# Paralaophonte asellopsiformis
Paralaophonte asellopsiformis är en kräftdjursart som beskrevs av Lang 1965. Paralaophonte asellopsiformis ingår i släktet Paralaophonte och familjen Laophontidae. Inga underarter finns listade i Catalogue of Life.